# Giacomo Rodari
Giacomo Rodari (* um 1460 in Maroggia; † vor 21. Juli 1525 ebenda) war ein schweiz-italienischer Baumeister und Bildhauer der Frührenaissance.

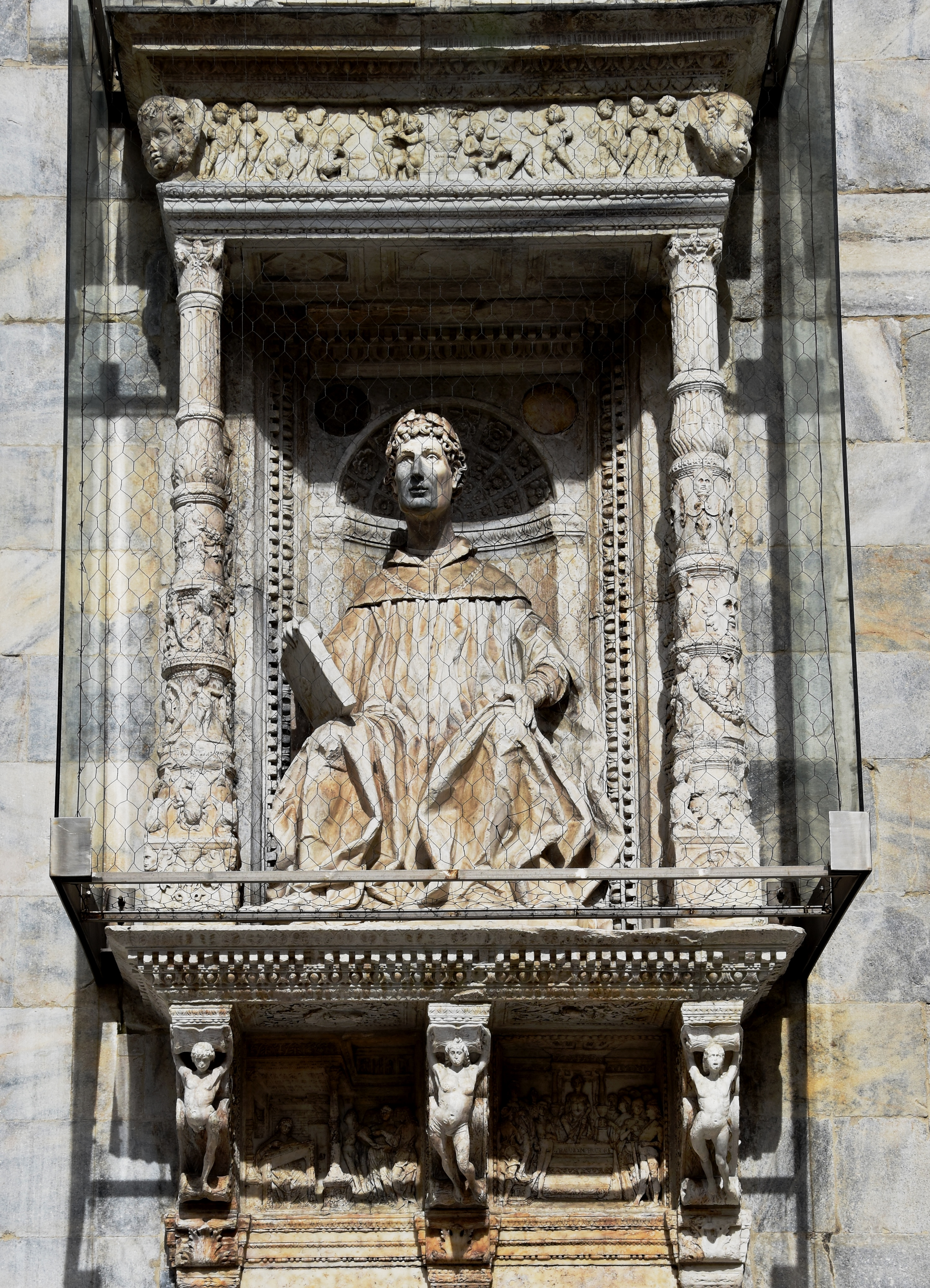
Tommaso e Giacomo Rodari: Plinio il Giovane, Dom zu Como

## Leben
Giacomo war Sohn des Bildhauers Giovanni, Bruder der Bildhauer Tommaso, Bernardino und Donato. Von 1488 bis 1498 arbeitete er zusammen mit seinen Brüdern Tommaso, Donato und Bernardino als Bildhauer am Dom zu Como, insbesondere am Nordportal (signiert), den Marmoraltären und der Fassade (Statuen von Plinius dem Älteren und Plinius dem Jüngeren). Bernardino, ein Steinmetz, schuf die Figuren für die Portale.
Ab 1498 war Giacomo wie sein Bruder Bernardino in Veltlin tätig, wo er u. a. die Figuren für den Chor der Kirche San Maurizio in Ponte in Valtellina nach Plänen seines Bruders Tommaso schuf und 1508 die von Bernardino geschaffenen Skulpturen (signiert und datiert) für das Oratorium von San Giovanni Battista in Mazzo vollendete. Im Jahr 1511 wurde im Kloster Nostra Signora delle Rose di Castello in Genua ein Magister Jacobus de Maroxia im Zusammenhang mit Marmorarbeiten erwähnt; es könnte sich um Giacomo handeln.